# Ophrys oblita
Ophrys oblita är en orkidéart som beskrevs av Kreutz, Gügel och W.Hahn. Ophrys oblita ingår i ofryssläktet, och familjen orkidéer. Inga underarter finns listade i Catalogue of Life.